# Malaussanne
Malaussanne – miejscowość i gmina we Francji, w regionie Nowa Akwitania, w departamencie Pireneje Atlantyckie.
Według danych na rok 1990 gminę zamieszkiwało 407 osób, a gęstość zaludnienia wynosiła 23 osób/km² (wśród 2290 gmin Akwitanii Malaussanne plasuje się na 785. miejscu pod względem liczby ludności, natomiast pod względem powierzchni na miejscu 626.).